# HDw3D Telewision
HDw3D Telewision – telewizyjny program rozrywkowy nadawany co tydzień w poniedziałek o godzinie 22.30 od 5 września do 21 listopada 2011 przez stację TVN i prowadzony przez Szymona Majewskiego wcielającego się w postać Mike’a Szymańskiego oraz Bilguuna Ariunbaatara.
Program początkowo miał nosić nazwę ADHD TV, ale nazwa wzbudzała kontrowersje z powodu nawiązania do zaburzenia ADHD.

## O programie
Mike Szymański (Szymon Majewski) założył swoją telewizję HDw3D Telewision, która miała charakter informacyjno-rozrywkowy. Swój program w stacji miał Bilguun Ariunbaatar, który w studiu rozmawiał z zaproszonymi politykami.

## Oglądalność
Program oglądało średnio 1,731 mln widzów.